# Algemene verkiezingen in Liberia (1891)

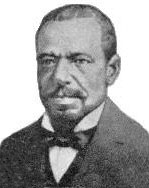
President Joseph James Cheeseman.

De algemene verkiezingen in Liberia van mei 1891 werden gewonnen door Joseph James Cheeseman van de True Whig Party. De tegenkandidaat was Anthony D. Williams, Jr. van de New Republican Party. Verdere data, zoals opkomst, stemverdeling e.d., ontbreken.
Cheeseman werd op 4 januari 1892 geïnaugureerd.